# Melchiorův systém
Melchiorův systém je systém taxonomie rostlin.
Někdy také označován jako modifikovaný či aktualizovaný Englerův systém.
Autoři jednotlivých řádů, popř. čeledí v tomto díle jsou tito:
- Hans Melchior: Casuarinales, Juglandales, Balanopales, Leitneriales, Salicales, Fagales, Urticales, Didiereaceae, Piperales, Aristolochiales, Guttiferales, Sarraceniales, Papaverales, Hydrostachyales, Podostemonales, Julianiales, Violales, Cucurbitales, Myrtiflorae, Umbelliflorae, Primulales, Tubiflorae, Plantaginales, Liliiflorae p. p., Spathiflorae and Microspermae.
- G. Buchheim: Proteales, Cactales, Magnoliales and Ranunculales.
- W. Schultze-Motel: Santalales, Balanophorales, Medusandrales, Rhamnales, Malvales, Diapensiales, Ericales and Cyperales.
- Th. Eckardt: Polygonales, Centrospermae, Batales, Plumbaginales, Helobiae, Triuridales and Pandanales.
- G. K. Schultze-Menz: Rosales.
- H. Scholz: Geraniales, Rutales, Sapindales and Celastrales.
- G. Wagenitz: Thymelaeales, Ebenales, Oleales, Gentianales, Dipsacales and Campanulales.
- U. Hamann: Cyanastraceae, Pontederiaceae, Philydraceae, Juncales, Bromeliales and Commelinales.
- E. Potztal: Graminales, Principes, Synanthae and Scitamineae.

## Pododdělení Angiospermae

### Třída Monocotyledoneae

#### ŘádHelobiae
podřád Alismatineae
- Alismataceae
- Butomaceae

podřád Hydrocharitineae
- Hydrocharitaceae

podřád Scheuchzeriineae
- Scheuchzeriaceae

podřád Potamogetonineae
- Aponogetonaceae
- Juncaginaceae
- Potamogetonaceae
- Najadaceae
- Zannichelliaceae

#### ŘádTriuridales
- Triuridaceae

#### ŘádLiliiflorae
podřád Liliineae
- Liliaceae
- Xanthorrhoeaceae
- Stemonaceae
- Agavaceae
- Haemodoraceae
- Cyanastraceae
- Amaryllidaceae
- Hypoxidaceae
- Velloziaceae
- Taccaceae
- Dioscoreaceae

podřád Pontederiineae
- Pontederiaceae

podřád Iridineae
- Iridaceae
- Geosiridaceae

podřád Burmanniineae
- Burmanniaceae
- Corsiaceae

podřád Philydrineae
- Philydraceae

#### ŘádJuncales
- Juncaceae
- Thurniaceae

#### ŘádBromeliales
- Bromeliaceae

#### ŘádCommelinales
podřád Commelinineae
- Commelinaceae
- Xyridaceae
- Mayacaceae
- Rapateaceae

podřád Eriocaulineae
- Eriocaulaceae

podřád Restionineae
- Restionaceae
- Centrolepidaceae

podřád Flagellariineae
- Flagellariaceae

#### ŘádGraminales
- Gramineae nebo Poaceae

#### ŘádPrincipes
- Palmae nebo Arecaceae

#### ŘádSynanthae
- Cyclanthaceae

#### ŘádSpathiflorae
- Araceae
- Lemnaceae

#### ŘádPandanales
- Pandanaceae
- Sparganiaceae
- Typhaceae

#### ŘádCyperales
- Cyperaceae

#### ŘádScitamineae
- Musaceae
- Zingiberaceae
- Cannaceae
- Marantaceae
- Lowiaceae

#### ŘádMicrospermae
- Orchidaceae

### Třída Dicotyledoneae

#### Podtřída Archychlamydeae

##### ŘádCasuarinales
- Casuarinaceae

##### ŘádJuglandales
- Myricaceae
- Juglandaceae

##### ŘádBalanopales
- Balanopaceae

##### ŘádLeitneriales
- Leitneriaceae
- Didymelaceae

##### ŘádSalicales
- Salicaceae

##### ŘádFagales
- Betulaceae
- Fagaceae

##### ŘádUrticales
- Rhoipteleaceae
- Ulmaceae
- Moraceae
- Urticaceae
- Eucommiaceae

##### ŘádProteales
- Proteaceae

##### ŘádSantalales
podřád Santalineae
- Olacaceae
- Dipentodontaceae
- Opiliaceae
- Grubbiaceae
- Santalaceae
- Misodendraceae

podřád Loranthineae
- Loranthaceae

##### ŘádBalanophorales
- Balanophoraceae

##### řádMedusandrales
- Medusandraceae

##### ŘádPolygonales
- Polygonaceae

##### ŘádCentrospermae
podřád Phytolaccineae
- Phytolaccaceae
- Gyrostemonaceae
- Achatocarpaceae
- Nyctaginaceae
- Molluginaceae
- Aizoaceae

podřád Portulacineae
- Portulacaceae
- Basellaceae

podřád Caryophyllineae
- Caryophyllaceae

podřád Chenopodiineae
- Dysphaniaceae
- Chenopodiaceae
- Amaranthaceae

incertae sedis
- Didiereaceae

##### ŘádCactales
- Cactaceae

##### ŘádMagnoliales
- Magnoliaceae
- Degeneriaceae
- Himantandraceae
- Winteraceae
- Annonaceae
- Eupomatiaceae
- Myristicaceae
- Canellaceae
- Schisandraceae
- Illiciaceae
- Austrobaileyaceae
- Trimeniaceae
- Amborellaceae
- Monimiaceae
- Calycanthaceae
- Gomortegaceae
- Lauraceae
- Hernandiaceae
- Tetracentraceae
- Trochodendraceae
- Eupteleaceae
- Cercidiphyllaceae

##### ŘádRanunculales
podřád Ranunculineae
- Ranunculaceae
- Berberidaceae
- Sargentodoxaceae
- Lardizabalaceae
- Menispermaceae

podřád Nymphaeineae
- Nymphaeaceae
- Ceratophyllaceae

##### ŘádPiperales
- Saururaceae
- Piperaceae
- Chloranthaceae
- Lactoridaceae

##### ŘádAristolochiales
- Aristolochiaceae
- Rafflesiaceae
- Hydnoraceae

##### ŘádGuttiferales
podřád Dilleniineae
- Dilleniaceae
- Paeoniaceae
- Crossosomataceae
- Medusagynaceae
- Actinidiaceae
- Eucryphiaceae

podřád Ochnineae
- Ochnaceae
- Dioncophyllaceae
- Strasburgeriaceae
- Dipterocarpaceae

podřád Theineae
- Theaceae
- Caryocaraceae
- Marcgraviaceae
- Quiinaceae
- Guttiferae nebo Clusiaceae

podřád Ancistrocladineae
- Ancistrocladaceae

##### ŘádSarraceniales
- Sarraceniaceae
- Nepenthaceae
- Droseraceae

##### ŘádPapaverales
podřád Papaverineae
- Papaveraceae

podřád Capparineae
- Capparaceae
- Cruciferae nebo Brassicaceae
- Tovariaceae

podřád Resedineae
- Resedaceae

podřád Moringineae
- Moringaceae

##### ŘádBatales
- Bataceae

##### ŘádRosales
podřád Hamamelidineae
- Platanaceae
- Hamamelidaceae
- Myrothamnaceae

podřád Saxifragineae
- Crassulaceae
- Cephalotaceae
- Saxifragaceae
- Brunelliaceae
- Cunoniaceae
- Davidsoniaceae
- Pittosporaceae
- Byblidaceae
- Roridulaceae
- Bruniaceae

podřád Rosineae
- Rosaceae
- Neuradaceae
- Chrysobalanaceae

podřád Leguminosineae
- Connaraceae
- Leguminosae nebo Fabaceae
- Krameriaceae

##### ŘádHydrostachyales
- Hydrostachyaceae

##### ŘádPodostemales
- Podostemaceae

##### ŘádGeraniales
podřád Limnanthineae
- Limnanthaceae

podřád Geraniineae
- Oxalidaceae
- Geraniaceae
- Tropaeolaceae
- Zygophyllaceae
- Linaceae
- Erythroxylaceae
- podřád Euphorbiineae
- Euphorbiaceae
- Daphniphyllaceae

##### ŘádRutales
podřád Rutineae
- Rutaceae
- Cneoraceae
- Simaroubaceae
- Picrodendraceae
- Burseraceae
- Meliaceae

podřád Malpighiineae
- Malpighiaceae
- Trigoniaceae
- Vochysiaceae

podřád Polygalineae
- Tremandraceae
- Polygalaceae

##### ŘádSapindales
podřád Coriariineae
- Coriariaceae

podřád Anacardiineae
- Anacardiaceae

podřád Sapindineae
- Aceraceae
- Bretschneideraceae
- Sapindaceae
- Hippocastanaceae
- Sabiaceae
- Melianthaceae
- Aextoxicaceae

podřád Balsamineae
- Balsaminaceae

##### ŘádJulianiales
- Julianiaceae

##### ŘádCelastrales
podřád Celastrineae
- Cyrillaceae
- Pentaphylacaceae
- Aquifoliaceae
- Corynocarpaceae
- Pandaceae
- Celastraceae
- Staphyleaceae
- Hippocrateaceae
- Stackhousiaceae
- Salvadoraceae

podřád Buxineae
- Buxaceae

podřád Icacinineae
- Icacinaceae
- Cardiopteridaceae

##### ŘádRhamnales
- Rhamnaceae
- Vitaceae
- Leeaceae

##### ŘádMalvales
podřád Elaeocarpineae
- Elaeocarpaceae

podřád Sarcolaenineae
- Sarcolaenaceae

podřád Malvineae
- Tiliaceae
- Malvaceae
- Bombacaceae
- Sterculiaceae

podřád Scytopetalineae
- Scytopetalaceae

##### ŘádThymelaeales
- čeleď Geissolomataceae
  - Monotypická. Obsahuje jen rod Geissoloma Lindl. ex Kunth, a druh Geissoloma marginatum, z Kapska v Jihoafrické republice.
- čeleď Penaeaceae z jižní Afriky.
  - tribus Endonemeae
    - Endonema A.Juss.
    - Glischrocolla (Endl.) A.DC.

  - tribus Penaeeae
    - Brachysiphon A.Juss.
    - Penaea L.
    - Saltera Bullock (syn.:Sarcocolla Kunth)

Poznámka: Sonderothamnus R.Dahlgren, 1968 byl popsán až později a Stylapterus A.Juss. byl vložen G. Benthamem J.D. Hookerem do Penaea.
- čeleď Dichapetalaceae
  - Dichapetalum Thouars
  - Gonypetalum Ule (currently syn. of Tapura)
  - Stephanopodium Poepp.
  - Tapura Aubl.
- čeleď Thymelaeaceae

Poznámka: klasifikace čeledi Thymelaeaceae byla založena na Domke 1934.
- - podčeleď Gonystyloideae (Syn.:Gonystylaceae)
    - Aetoxilon
    - Amyxa
    - Gonystylus

  - podčeleď Aquilarioideae
    - tribus Microsemmateae
    - tribus Solmsieae
    - tribus Octolepideae
    - tribus Aquilarieae

  - podčeleď Gilgiodaphnoideae (or Synandrodaphnoideae)
    - Monotypická. Obsahuje jen rod Gilgiodaphne (dnes většinou jako synonymum Synandrodaphne Gilg), a druh Gilgiodaphne paradoxa, syn. Synandrodaphne paradoxa, ze západní Afriky.

  - podčeleď Thymelaeoideae
    - tribus Dicranolepideae
    - tribus Phalerieae
    - tribus Daphneae
    - tribus Thymelaeeae (Syn.:Gnidieae)
- čeleď Elaeagnaceae
  - Elaeagnus
  - Hippophae
  - Shepherdia

##### řádViolales
podřád Flacourtiineae
- Flacourtiaceae
- Peridiscaceae
- Violaceae
- Stachyuraceae
- Scyphostegiaceae
- Turneraceae
- Malesherbiaceae
- Passifloraceae
- Achariaceae

podřád Cistineae
- Cistaceae
- Bixaceae
- Sphaerosepalaceae
- Cochlospermaceae

podřád Tamaricineae
- Tamaricaceae
- Frankeniaceae
- Elatinaceae

podřád Caricineae
- Caricaceae

podřád Loasineae
- Loasaceae

podřád Begoniineae
- Datiscaceae
- Begoniaceae

##### řádCucurbitales
- Cucurbitaceae

##### řádMyrtiflorae
podřád Myrtineae
- Lythraceae
- Trapaceae
- Crypteroniaceae
- Myrtaceae
- Dialypetalanthaceae
- Sonneratiaceae
- Punicaceae
- Lecythidaceae
- Melastomataceae
- Rhizophoraceae
- Combretaceae
- Onagraceae
- Oliniaceae
- Haloragaceae
- Theligonaceae

podřád Hippuridineae
- Hippuridaceae

podřád Cynomoriineae
- Cynomoriaceae

##### řádUmbelliflorae
- Alangiaceae
- Nyssaceae
- Davidiaceae
- Cornaceae
- Garryaceae
- Araliaceae
- Umbelliferae nebo Apiaceae

#### podtřídaSympetalae

##### řádDiapensiales
- Diapensiaceae

##### řádEricales
- Clethraceae
- Pyrolaceae
- Ericaceae
- Empetraceae
- Epacridaceae

##### řádPrimulales
- Theophrastaceae
- Myrsinaceae
- Primulaceae

##### řádPlumbaginales
- Plumbaginaceae

##### řádEbenales
podřád Sapotineae
- Sapotaceae
- Sarcospermataceae

podřád Ebenineae
- Ebenaceae
- Styracaceae
- Lissocarpaceae
- Symplocaceae
- Hoplestigmataceae

##### řádOleales
- Oleaceae

##### řádGentianales
- Loganiaceae
- Desfontainiaceae
- Gentianaceae
- Menyanthaceae
- Apocynaceae
- Asclepiadaceae
- Rubiaceae

##### řádTubiflorae
podřád Convolvulineae
- Polemoniaceae
- Fouquieriaceae
- Convolvulaceae

podřád Boraginineae
- Hydrophyllaceae
- Boraginaceae
- Lennoaceae

podřád Verbenineae
- Verbenaceae
- Callitrichaceae
- Labiatae nebo Lamiaceae

podřád Solanineae
- Nolanaceae
- Solanaceae
- Duckeodendraceae
- Buddlejaceae
- Scrophulariaceae
- Globulariaceae
- Bignoniaceae
- Henriqueziaceae
- Acanthaceae
- Pedaliaceae
- Martyniaceae
- Gesneriaceae
- Columelliaceae
- Orobanchaceae
- Lentibulariaceae

podřád Myoporineae
- Myoporaceae

podřád Phrymineae
- Phrymaceae

##### řádPlantaginales
- Plantaginaceae

##### řádDipsacales
- Caprifoliaceae
- Adoxaceae
- Valerianaceae
- Dipsacaceae

##### řádCampanulales
- Campanulaceae
- Sphenocleaceae
- Pentaphragmataceae
- Goodeniaceae
- Brunoniaceae
- Stylidiaceae
- Calyceraceae
- Compositae nebo Asteraceae